# Fernando, Thân vương xứ Asturias
Fernando của Áo, Thân vương xứ Asturias (4 tháng 12 năm 1571 – 18 tháng 10 năm 1578) là người con thứ 4 của vua Felipe II của Tây Ban Nha và mẹ là Anna của Áo. Để tạ ơn vì sự chào đời của người kế vị được mong đợi từ lâu Nhà vua đã ra lệnh cho các tù nhân khắp Tây Ban Nha được trả tự do.
Ferdinand là Thái tử của Tây Ban Nha từ khi sinh ra vì tại thời điểm đó ông là đứa con trai còn sống duy nhất của Nhà vua, ông còn có một anh trai cùng cha khác mẹ là Carlos nhưng đã qua đời từ lâu vì vậy vào ngày 31 tháng 5 năm 1573 ông đươc tấn phong tước hiệu Thân vương xứ Asturias cho người kế vị. Nhưng ông qua đời vì bệnh kiết lỵ khi lên 7 tuổi trước khi có thể kế vị cha nên các vị trí của ông đã lần lượt được chuyền lại cho các em trai ông: Vương tử Diego và kết thúc ở Vương tử Felipe (sau là Felipe III). 